# Пловдивская духовная семинария
Пловдивская духовная семинария имени святых Кирилла и Мефодия (болг. Пловдивска духовна семинария „Свети свети Кирил и Методий“) — среднее специальное учебное заведение Болгарской православной церкви.
Семинария открыта в 1915 году, после того как в Болгарию переехала Цариградская духовная семинария.
В 1943 году семинария начинает издавать ученический вестник «Светоглед», который издавался до 1943 года.
В 1950 году была закрыта коммунистическими властями, но в 1990 году открыта вновь.
В среднем в семинарии обучается ок. 130 студентов в возрасте от 14 до 19 лет. После 5 лет обучения семинаристы получают аттестат о среднем богословском образовании, который даёт им право продолжить обучение в высшем учебном заведении или служить в Болгарской православной церкви.
В конце 2013 года Священный Синод Болгарской православной церкви по предложению митрополита Пловдивского Николая принял решение о создании духовной академии в Пловдиве. Болгарские иерархи надеются, что создание нового высшего духовного учебного заведения под прямым контролем Церкви будет способствовать улучшению подготовки будущих священнослужителей и специалистов-мирян. 

## Ректоры
источник
- архимандрит Евфимий (Сапунджиев) (1915—1923)
- архимандрит Панарет (Наумов) (1923—1929)
- епископ Смолянский Евлогий (Георгиев) (1930—1936)
- архимандрит Климент (Кинов) (1936—1938)
- архимандрит Флавиан (Попов) (1938—1940)
- епископ Стобийский Никодим (Пиперов) (1941—1947)
- архимандрит Иосиф (Диков) (1947—1951)
- епископ Константийский Григорий (Стефанов) (1990—1990)
- епископ Адрианопольский Евлогий (Стамболджиев) (1990—2005)
- архимандрит Сергий (Шапков) (2005—2009)
- епископ Константийский Антоний (Михалев) (1—3 июля 2009)
- протоиерей Добромир Костов (с 3 июля 2009)